# Бологовская дистанция сигнализации, централизации и блокировки
Бологовская дистанция сигнализации, централизации и блокировки (ШЧ-4) — структурное подразделение Октябрьской дирекции инфраструктуры — филиала ОАО «Российские железные дороги».
Бологовская дистанция СЦБ организована 1 февраля 1931 года приказом № 22 начальника Октябрьской железной дороги от 31 января 1931 года. Средством сигнализации на перегонах являлись полуавтоматическая блокировка и электрожезловая система. Управление стрелками на станциях было в основном ручным, на некоторых применялась механическая централизация. В 1950-х годах основным средством сигнализации на перегонах стала трехзначная автоблокировка. В 1962 году на станциях, расположенных на участках дистанции, внедрена электрическая централизация (ЭЦ) стрелок и сигналов. В 1980-х годах на перегонах была введена четырёхзначная блокировка, а на станциях — ЭЦ блочного типа. В 1998—1999 годах на главном ходу смонтирована система автоблокировка с тональными рельсовыми цепями (АБТ). В 2006 году произведен монтаж устройств автоблокировки с тональными рельсовыми цепями и централизованным размещением аппаратуры (АБТЦ). Одним из первых на дороге, в 2003 году коллектив дистанции на станции Угловка внедрил систему маршрутно-процессорной централизации Ebilock-950.  
Бологовская дистанции СЦБ обслуживает устройства автоматики на участках Спирово (включит.) — Окуловка (исключит.), Угловка — Боровичи. В ведении дистанции находятся устройства автоматики на станциях Спирово, Осеченка, Елизаровка, Вышний Волочек, Леонтьево, Академическая, Бушевец, Березайка, Алешинка, Угловка, Боровичи и прилегающих к ним перегонах, 413 стрелок, 817 светофоров, 156 км автоблокировки. На двух станциях внедрены системы микропроцессорной централизации: Угловка (2003), Бологое-Московское (2009).
Первым начальником Бологовской дистанции сигнализации и связи с 1931 по 1945 год был Борис Федорович Букин. Впоследствии дистанцией руководили Кузовкин, В. Касацкий, В. А. Поливанов, Ю. М. Осипов, В. В. Гаврилов, Е. Г. Медведев, В. П. Губин. В настоящее время, руководителем дистанции является Владимир Владимирович Гайков.
В дистанции работают представители единственной на Октябрьской дороге трудовой династии с почти 100-летней историей — династии Поливановых. Старший электромеханик дистанции Г. А. Тимофеева в 1976 году удостоена звания Герой Социалистического Труда.